# Подержанные львы (фильм)
Подержанные львы (англ. Secondhand Lions) — американский комедийный приключенческий художественный фильм с элементами драмы, снятый режиссёром Тимом МакКэнлисом на киностудии New Line Cinema в 2003 году.

## Сюжет
Действие фильма происходит в 1960-е годы. Робкий подросток Уолтер (Хэйли Джоэл Осмент), которого в одиночку воспитывает мать, отправляется на каникулы к эксцентричным родственникам, братьям отца — дядям Гарту (Майкл Кейн) и Хабу (Роберт Дюваль).
После многих приключений Уолтер понимает, что может прекрасно проводить время в компании 70-летних стариков, не утративших дух авантюризма. Гарт и Хаб заменяют Уолтеру отца и под их влиянием он приобретает так необходимую ему уверенность в себе.

## В ролях
- Майкл Кейн — дядя Гарт
- Роберт Дюваль — дядя Хаб
- Хэйли Джоэл Осмент — Уолтер
- Кира Седжвик — Мае Колдвил
- Никки Кэтт — Стан
- Джош Лукас — взрослый Уолтер
- Майкл О’Нил — Ральф
- Дирдри О’Коннелл — Хелен
- Эрик Бальфур — Градсон
- Кристиан Кэйн — молодой Хаб
- Эммануэль Вожье — Жасмин
- Митчел Муссо — Мальчик
- Дженнифер Стоун — Марта
- Эдриан Пасдар — Skeet Machine Salesman